# Walcz
Walcz – utwór zespołu Ira pochodzący z ich siódmego studyjnego albumu zatytułowanego Ogień. Utwór zamieszczony został na siódmej pozycji, trwa 3 minuty i 31 sekund. Jego kompozytorem jest manager grupy Mariusz Musialski.
Brzmienie utworu utrzymane jest w ciężkim hardrockowym stylu. Utwór rozpoczyna się szybkim oraz ciężkim riffem gitarowym, który w zwrotkach nieco słabnie, ale w refrenach ponownie jest mocny. Utwór posiada także solówkę gitarową w wykonaniu gitarzysty Marcina Bracichowicza. Początek utworu jest łudząco podobny do początku utworu Flat on the Floor z repertuaru kanadyjskiej grupy rockowej Nickelback.
Tekst utworu opowiada o tym że lepiej jest żyć poza wszelkimi panującymi układami, żyć swoim własnym życiem aby zachować własną twarz, w którą później będzie można bez wyrzutów sumienia spojrzeć. Autorem tekstu utworu jest tekściarz Wojciech Byrski.
Utwór Walcz jako jeden z trzech z nagrywanego wówczas albumu Ogień został zaprezentowany publiczności już podczas koncertu z okazji 15-lecia istnienia grupy, który się odbył we wrześniu 2003 roku. Spotkał się z entuzjastycznym przyjęciem ze strony publiczności. Utwór został zagrany nieco dłużej od wersji studyjnej, gdyż trwa 3 minuty i 57 sekund. Utwór wszedł także w skład utworów zagranych podczas urodzinowego koncertu w krakowskim klubie "Studio" w październiku 2006 roku.
Utwór Walcz bardzo często był grany przez zespół podczas trasy promującej płytę Ogień. Także i dziś bardzo często grany jest na koncertach przez zespół.

## Twórcy
Ira
- Artur Gadowski – śpiew, chórki
- Wojciech Owczarek – perkusja
- Piotr Sujka – gitara basowa, chór
- Sebastian Piekarek – gitara elektryczna, chór
- Maciej Gładysz – gitara elektryczna
- Marcin Bracichowicz – gitara elektryczna

Produkcja
- Nagrań dokonano: sierpień 2003 – luty 2004 w Studio K&K w Radomiu
- Produkcja: Mariusz Musialski ("Elmariachi Management")
- Produkcja muzyczna: Sebastian Piekarek, Marcin Trojanowicz
- Realizacja nagrań: Marcin Trojanowicz
- Mix: Marcin Trojanowicz
- Aranżacja: Mariusz Musialski
- Tekst piosenki: Wojciech Byrski
- Mastering: Grzegorz Piwkowski
- Projekt okładki, multimedia: Twister.pl